# Petar Bošnjak iz Soli
Fra Petar iz Soli - Bošnjak, kršćanski mučenik.
Ekrologij sutješkog samostana pod datumom 9. listopada 1624. donosi sljedeće izvješće: "Gradovrh u Bosni, presvijetli gospodin fra Petar iz Soli, isluženi bosanski redodržavnik i biskup sofijski u Bugarskoj, povrativši se iz Rima, u svoju domovinu blaženo usnu. Goruće svijeće, koje su mu se na grobu viđale, i svjetlost tijela njegova svjedoče njegovu svetost".
Fra Petar je bio provincijal provincije Bosne Srebrene 1590. – 1593. Nakon toga zaželi kao misionar djelovati izvan Bosne. Dobivši dopuštenje od svoga poglavara odlazi u Bugarsku s još nekoliko subraće. Djelovao je u rijetkima oazama katolika u Bugarskoj, ali i među pavlićanima (sekta slična bogumilima, katarima) na njihovu obraćenju kojih se velik broj obratio na katoličanstvo. Broj se toliko katolika povećao da je trebalo osnovati biskupiju. O tom izvješćuje Sv. Stolicu i biva imeno-van sofijskim biskupom sa sjedištem u franjevačkom samostanu u Čiprovcu, kojega je s braćom i sam izgradio. Tu osniva i školu poučavajući narod osobito u vjeri, rješavajući svakodnevne njihove probleme, ali i djelujući i dalje misionarski. U svom radu je nailazio na različite teškoće, ometanja, zabrane propovijedanja. Sv. Stolica na osnovi rezultata njegova apostolskog rada uzdiže ga na čast nadbiskupa, proširujući njegovu jurisdikciju na turski dio Ugarske i na smederevsku biskupiju. Nakon dužeg rada kao nadbiskup, osjetivši se iznemoglim fizički i u podmakloj sta-račkoj dobi, odlazi u Rim, zahvaljuje se na nadbiskupskoj službi i vraća se u domovinu.
Hueberov menologij na temelju talijanskih i austrijskih izvještaja o fra Petru Bošnjaku ističe iz njegova rada sljedeće: Kada je Oršova pala u turske ruke, utamničeni su s fra Petrom brojni kršćani. Fra Petar, još otprije na glasu svetosti, ustrpljivosti, neporočnog života i svećeničke gorljivosti, bio je sva utjeha utamničenim kršćanima, bodrio ih riječju i primjerom, da ne izdaju časnog krsta, ispovijedao ih i umirućim preporučivao dušu. Ali i sam, smoren jadom duševnim i gladovanjem, predade Bogu dušu 27. listopada 1692. god. Uznike kršćane rastužene njegovom smrću utješi samo nebo, jer se na prsima pokojnog fra Petra pojavi goruća svijeća, koja je 3 dana gorila ne sagorivši. Taj je događaj utvrđivao u vjeri ostale kršćane, a turskom je zapovjedniku dao povoda, da tijelo pokojnikovo baci u Dunav.
Franjevački martirologij na 19. listopada 1692. u Oršovi u Moldaviji donosi vijest o mučeništvu sluge Božjega Petra Bošnjaka koga su Turci radi imena Isusova u zatvoru ubili.